# Helena Kallenbäck
Helena Kallenbäck, auch Asta Helena Trolle, (* 26. November 1944 in Risinge, Gemeinde Finspång) ist eine schwedische Schauspielerin. 

## Leben
Kallenbäck stammt aus einer gutbürgerlichen schwedischen Familie. Ihr Vater war Arzt. Sie studierte an der Universität Grenoble und arbeitete danach eine Zeitlang in der Stockholmer Stadtverwaltung. Eine Zeitungsannonce der Gösta Terserus teaterskola weckte bei Kallenbäck erneut den schon seit ihrer Jugend gehegten Berufswunsch, Schauspielerin zu werden. 
Nach einem erfolgreichen Vorsprechen absolvierte sie von 1966 bis 1969 eine Schauspielausbildung an der Schauspielschule Malmö (Scenskolan i Malmö). Nach Abschluss ihrer Ausbildung erhielt sie ein festes Engagement am Stadttheater Helsingborg (Helsingborg stadsteater). Sie debütierte dort als Solange in dem Theaterstück Die Zofen von Jean Genet. Für ihr Debüt wurde sie von der schwedischen Presse als „Beste Nachwuchsschauspielerin“ ausgezeichnet. Es folgte ein weiteres Engagement am Stadttheater in Norrköping-Linköping (Stadsteatern Norrköping-Linnköping). Dort spielte sie unter anderem 1973 die Henriette in August Strindbergs Drama Rausch (Verbrechen und Verbrechen). Ab September 1978 spielte sie am Folkteatern in Stockholm an der Seite von Zarah Leander in dem Musical Das Lächeln einer Sommernacht mit der Musik von Stephen Sondheim, nach dem Film von Ingmar Bergman. 1989 erhielt sie den Guldmasken-Theaterpreis, den Theaterpreis der Stockholmer Privattheater, für ihre Darstellung der Blanche DuBois in dem Theaterstück Endstation Sehnsucht von Tennessee Williams.
Weitere Theaterrollen im Laufe ihrer Bühnenlaufbahn waren die Adela in Bernarda Albas Haus, die Eva in Herr Puntila und sein Knecht Matti, die Warja in Der Kirschgarten und die Polly in Die Dreigroschenoper. Sie spielte außerdem in Die Dämonen von Lars Norén und trat in den Musicals West Side Story (als Anita) und in The Sound of Music auf.
Ab den 1970er Jahren war Kallenbäck auch im schwedischen Fernsehen und in einigen Kinoproduktionen zu sehen. Ihr Debüt vor der Kamera gab sie 1973 als Pensionswirtin in der schwedischen Fernsehserie Kvartetten som sprängdes. 1994 spielte sie in dem schwedischen Kinderfilm Kannst Du pfeifen, Johanna?. Der Film wurde 1997 bei der Berlinale gezeigt und wurde mit dem Preis der UNICEF-Jury des Kinderfilmfestes ausgezeichnet. 1996 spielte sie in dem Film Ellinors Hochzeit – Jawort mit Hindernissen. In der Fernsehserie Låt stå! konnte sie als pedantische Lehrerin Hillevi Müller ihr komödiantisches Talent unter Beweis stellen.
2009 spielte sie einer Folge der Kriminalserie Mankells Wallander. Die Erstausstrahlung erfolgte im Oktober 2009 in Schweden. Im Januar 2010 war Helena Kallenbäck im deutschen Fernsehen an der Seite von Fritz Wepper, Miguel Herz-Kestranek und Bernhard Schir in der Rolle der Helena Bergström in der ARD-Fernsehreihe Mord in bester Gesellschaft zu sehen. Sie spielte darin die vermögende, aber zunehmend verbittert wirkende Schwester des Gutsbesitzers Gunnar Larsson.
Neben ihrer Tätigkeit als Schauspielerin widmet sich Kallenbäck hauptsächlich caritativen und wohltätigen Aufgaben. Sie ist Schirmherrin und Gründerin von BOB, eines Kinderheims in Estland. Sie gehört auch zu den Unterstützern des estnischen Kinderhilfswerks Eesti lastekaitseliikumise. Für ihre Verdienste in der Wohlfahrt wurde sie im Februar 2005 vom damaligen estnischen Staatspräsidenten Arnold Rüütel mit dem Orden des Estnischen Roten Kreuzes ausgezeichnet.
Kallenbäck zwar zweimal verheiratet. Ihre Ehe mit dem schwedischen Schauspieler und Regisseur Stig Olin wurde geschieden. Sie verfasste als Ghostwriter auch Olins Memoiren unter dem Titel TrådRullen. Sie lebt seit einigen Jahren mit ihrem jetzigen Ehemann, Graf Gustaf Trolle, auf Schloss Kulla Gunnarstorp außerhalb von Helsingborg in Südschweden. 
Als Schauspielerin tritt sie auch unter den Namen Helena Kallenbäck-Trolle und Helena Trolle auf.

## Filmografie (Auswahl)
- 1973: Kvartetten som sprängdes (Fernsehserie)
- 1994: Kannst Du pfeifen, Johanna? (Kan du vissla Johanna?)
- 1996: Ellinors Hochzeit – Hochzeit mit Hindernissen (Ellinors bröllop)
- 1996–1997: Tre kronor (Fernsehserie)
- 2002: Låt stå! (Fernsehserie)
- 2009: Mankells Wallander: Eifersucht – (Prästen)
- 2010: Mord in bester Gesellschaft  – Der Tote im Elchwald